# BMS Herlev Wolfpack
BMS Herlev Wolfpack er et dansk professionelt basketballhold, der er baseret i Ballerup og Herlev spiller i sæsonen 2017/2018 i Basketligaen.

## Season by season
| Season  | Tier | League         | Pos. | Danish Cup  | European competitions | European competitions |
| ------- | ---- | -------------- | ---- | ----------- | --------------------- | --------------------- |
| 2014–15 | 1    | Basketligaen   | 5th  |             |                       |                       |
| 2015–16 | 2    | First Division | 2nd  |             |                       |                       |
| 2016–17 | 2    | First Division | 1st  |             |                       |                       |
| 2017–18 | 1    | Basketligaen   | 7th  | Runner-up   |                       |                       |
| 2018–19 | 1    | Basketligaen   | 7th  | First round |                       |                       |
| 2019-20 | 1    | Basketligaen   | 6th  | First round |                       |                       |

## Klubbens historie
Holdet blev skabt op til sæsonen 2014/2015 som en overbygning mellem Falcon, BMS Herlev og Glostrup Basket og deltog i sin første sæson i Basketligaen. Holdet blev i denne sæson kendt som Copenhagen Wolfpack. Efter 2014/2015 trak Falcon sig dog fra samarbejdet, og da holdet havde spillet på Falcons licens og ikke havde ressourcerne til at fortsætte i ligaen, måtte holdet derfor spille i 1. Division.
Holdet vandt 1. Division i sæson 2016/2017 og er derfor igen at finde i Basketligaen.